# معماری زمینه‌گرا

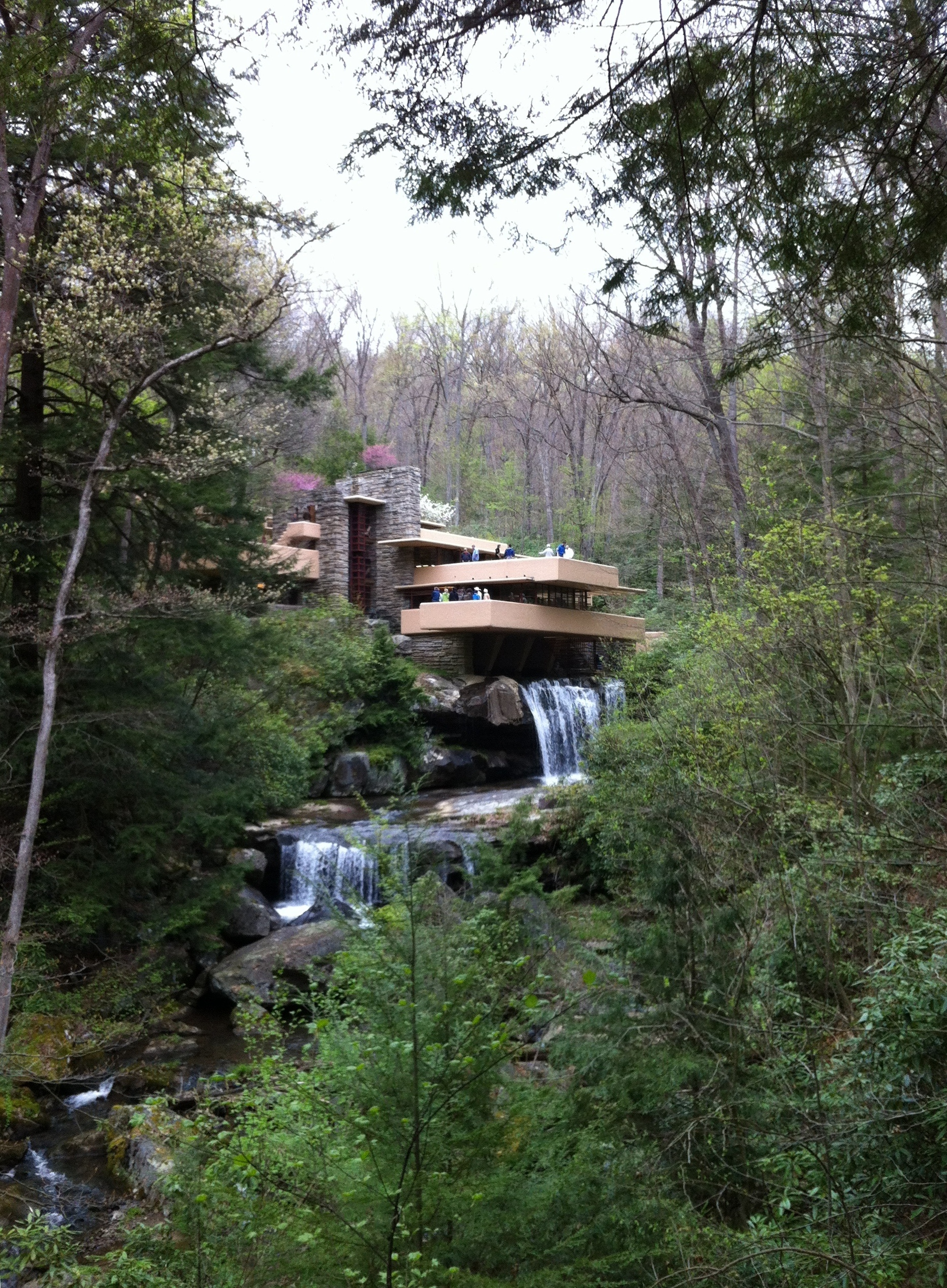
خانۀ آبشارِ اثر: «فرانک لوید رایت» با تقلید از ویژگی‌های طبیعی موجود در سایت طراحی شده‌است

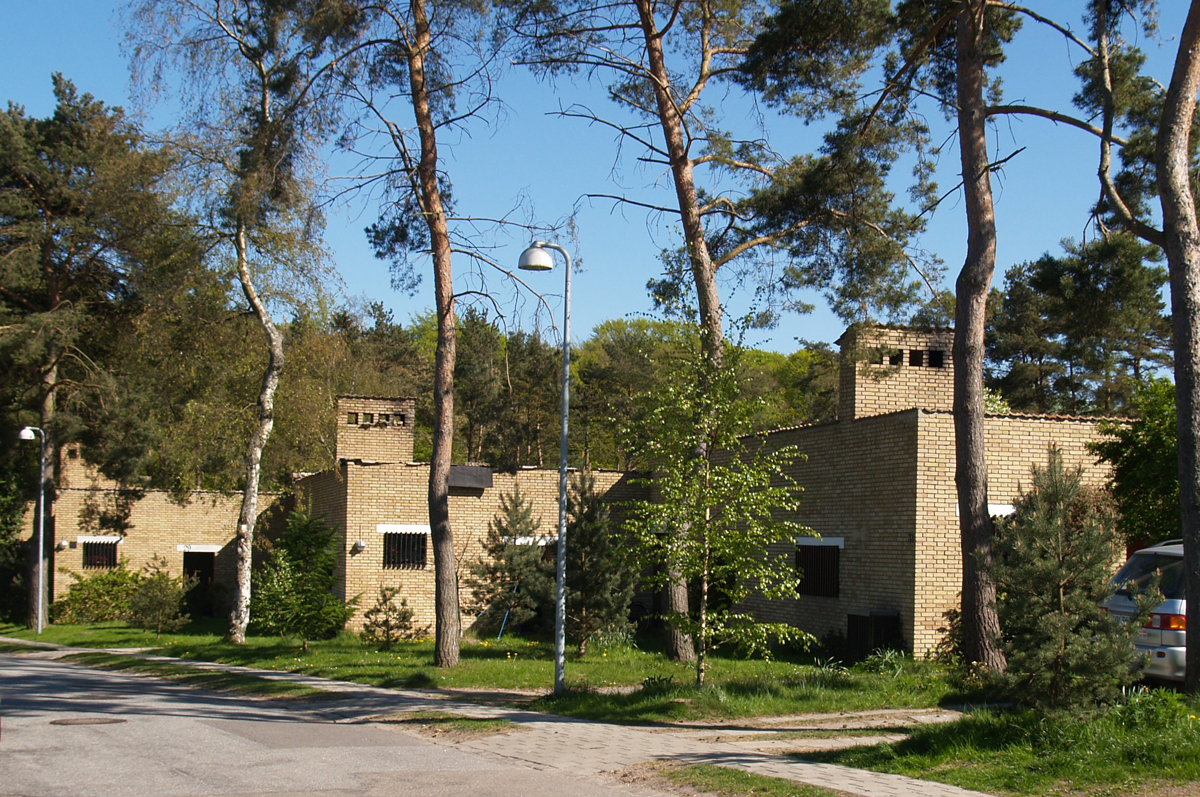
خانه‌های کینگو اثر: «یورن اوتزان» از خانه‌های کشاورزان سنتی دانمارکی الگوبرداری شده‌است

معماری زمینه‌گرا (به انگلیسی: Contextual Architecture) بر زمین‌مداری و پیوند محیط با فضا تأکید دارد و با درک پیام بستر خود شکل می‌گیرد و در واقع پیامی را که بستر معماری به او انتقال داده به عینیت رسانده و طراحی می‌کند. در نتیجه ساختمان جز کوچک از طبیعت پیرامون خواهد بود. در این نوع معماری هر بنایی بر اساس زمینه‌های فرهنگی، اجتماعی، تاریخی و کالبدی اقلیمی و شرایط خاص آن سایت و ساختمان طراحی و اجرا می‌گردد.

## زمینه‌گرایی
زمینه (Context) در لغت به‌معنای: «مجموعۀ شرایط یا واقعیت‌هایی که یک سوژه (سایت مورد نظر) را در بر‌می‌گیرد» و همچنین به‌معنای «شرایطی که چیزی در آن اتفاق می‌افتد و به شما کمک می‌کند تا آن را درک کنید» است. مراد از زمینه، همان متن، بستر و محیطی که معماری در آن شکل می‌گیرد، است و محتوا و شکل  را در بر می‌گیرد. هر پدیده در محیط پیرامون خود تأثیر می‌گذارد و از آن تأثیر می‌گیرد و در تعامل با یکدیگر هستند. به‌طور کلی زمینه‌گرایی، سازگاری با زمینه‌های کالبدی تاریخی و اجتماعی فرهنگی است.

## زمینه‌گرایی در معماری
معماری زمینه‌گرا به ضرورت توجه به محیط پیرامون اثر معماری تأکید دارد و بر این باور است که توازن میان معماری و محیط می‌تواند هم برای خود اثر و هم برای زمینه عاملی مؤثر و تقویت‌کننده باشد. زمینه‌گرایی الگویی است برای خلق محیط مطلوب‌تر لذا شناخت و آگاهی بیشتر و درکی عمیق‌تر نسبت به زمینه و محیط برای معماران و طراحان امری ضروری و اجتناب‌ناپذیر است. معماری زمینه‌گرا تلاشی است برای نشان دادن توان محیط مطلوب بصری در مقیاسی کلان‌تر از معماری پیام معماری زمینه‌گرا ضرورت توجه به محیط کالبدی پیرامون اثر معماری است.

## از نظر پست‌مدرن‌ها
شرایط زیر فرم ساختمان‌ها را تعیین می‌کند:
1. خصوصیات فرهنگی، اجتماعی، تاریخی و اقتصادی افراد که از آن ساختمان استفاده می‌کنند.
2. خصوصیات شهری، خیابان، میدان، کوچه و مغازه.
3. شرایط اقلیمی، رطوبت، سرما، گرما، جنگل و صحرا.
4. نحوهٔ زندگی روزمرهٔ اهالی ساختمان و نیازهای آن‌ها، پیش‌زمینه‌های ذهنی آن‌ها در رابطه با فرم‌های زیستی.

## مقیاس زمینه‌گرایی
در معنای کلی می‌توان گفت که آغاز زمینه‌گرایی محله است، اما زمینه‌گرایی در دو جهت خرد و کلان بسط می‌یابد. زمینه‌گرایی در مقیاس کلان به منطقه‌گرایی می‌رسد و در مقیاس خرد به حال و هوای درونی بنا می‌رسد. اما وجه جهانی منطقه‌گرایی نیز از حد منطقه فراتر رفته و بُعدی جهانی می‌یابد؛ بدین سان معماری زمینه‌گرا خود را اگرچه عمیقاً در مکان فرو می‌برد اما حضور خود را تا دوردست‌ها تا شهرها و کشورها تا جهان و کیهان برمی‌افرازد.

## زمینه‌گرایی کالبدی
عناصری چون فرم و شکل، مقیاس، تناسبات، جزئیات مصالح، بافت، رنگ‌ها، هندسه، دسترسی‌ها، جهت‌گیری، چشم‌اندازها و پرسپکتیو، توپوگرافی محل، وضعیت پوشش گیاهی، بافت شهری شامل میزان تراکم بناها، خیابان‌ها و پیاده‌روها و نسبت آن‌ها با یکدیگر، جنس مصالح، ترکیب‌بندی مصالح، ترکیب احجام و فرم‌ها در کنار یکدیگر، سازماندهی فضاها، همجواری بناها با یکدیگر، پیوند بناهای قدیمی و نو، خط آسمان، خط زمین و نوع اتصال به زمین و بسیاری از این مسایل را در بر می‌گیرد.

## زمینه‌گرایی تاریخی
شواهد تاریخی معماری و شهرسازی گویای این است که در گذشته معماری و شهرسازی در توازن با محیط زیست شکل می‌گرفته‌است. معماری سنتی با گرایش به سمت پایداری بوم شناختی و اجتماعی با احترام و توجه به منابع طبیعی و خفظ آن برای آیندگان شکل گرفته‌است. توجه به نیروهای زوال‌ناپذیری همچون آفتاب و باد و استفاده از آن‌ها برای بهبود بخشیدن به شرایط حرارتی فضای زیستی از دیرباز معمول بوده‌‌است.

## زمینه‌گرایی اقلیمی
توجه به اقلیم زمینه و عوامل مؤثر اقلیمی که در آن معماری می‌کنیم می‌تواند سکوی پرشی برای پرواز به سوی معماری پایدار باشیم. دقت به این مهم راه برای استفاده از نیروی طبیعی نظیر خورشید باد و آب و غیره می‌کند و استفاده از منابع فسیلی را به حداقل می‌رساند لذا توجه به فاکتورهای اقلیمی منطقه نظیر خصوصیات اقلیمی هر زمینه باد- باران- تغییرات دمای هوا در شب و روز – دمای هوا- جریان هوا- وضعیت آسمان- آفتاب تابش و غیره امری ضروری است.

## ابعاد توسعه پایدار
- پایداری محیطی: پایداری محیط زیست یا اکولوژی (صرفه‌جویی در استفاده از منابع طبیعی و حفاظت مؤثر از محیط زیست)
- پایداری اقتصادی: ساماندهی اقتصاد (حفاظت از سطح ثبات و رشد اقتصادی و کارکنان)
- پایداری اجتماعی: برابری در جامعه (پیشرفت اجتماعی به‌طوری‌که نیازهای هر فرد شناخته شود)

ایده پایداری محیطی عبارت است از باقی گذاردن زمین به بهترین شکل برای نسل آینده با این تعریف که فعالیت انسان تنها زمانی از نظر محیطی پایدار است که بتواند بدون تقلیل منابع طبیعی یا تنزل محیط طبیعی اجرا شود.

## عرصهٔ کار معماران
عرصهٔ کار معماران نیز با اهداف زیر تبیین می‌شود:
1. مصرف منابع انرژی در کم‌ترین.
2. استفاده از مصالح تجدیدپذیر.
3. حفاظت و عرضهٔ انرژی و بازیافت کامل آن بدون ایجاد آلودگی.